# Kepler (cratera lunar)
A cratera Kepler (ao centro).
Kepler é uma cratera de impacto lunar, situada no lado visível da Lua. Ela fica localizada entre o Oceanus Procellarum à Oeste e o Mare Insularum à Leste. À Sudeste fica a cratera Encke.